# The Color of Pomegranates
The Color of Pomegranates (originaltitel Sayat Nova og senere Tsvet granata (russisk: Цвет граната) er en sovjetisk avant-garde spillefilm fra 1969 skrevet og instrueret af Sergej Paradzjanov.
Filmen er en poetisk fortælling om den armenske digter og troubadur Sayat-Nova, der levede i 1700-tallet. Filmen anses som en milepæl i filmhistorien og modtog ved sin udgivelse omfattende positive modtagelse af filmskabere og filmkritikere. Filmen er ofte medtaget på forskellige lister over "verdens bedste film".

## Medvirkende
- Sofiko Chiaureli
- Melkon Aleksanyan
- Vilen Galstyan
- Giorgi Gegechkori
- Spartak Bagashvili

## Filmcensur
Den sovjetiske filmcensur og det kommunistiske partiapparat protesterede mod Paradzjanovs stiliserede, poetiske behandling af Sayat-Novas liv og beklagede sig over, at filmen ikke oplyste offentligheden om digterens liv på en passende måde. Som følge heraf blev filmens titel i den originale armenske udgivelse ændret fra Sayat-Nova til Tsvet granata (dansk: ~ Farven på granatæbler), og alle referencer til Sayat-Novas navn blev fjernet fra rulleteksterne og filmens tekster mellem filmens forskellige afsnit. Den armenske forfatter Hrant Matevosyan skrev nye, abstrakt poetiske mellemtekster på armensk. Sovjetiske embedsmænd protesterede yderligere mod filmens overflod af religiøse billeder, hvoraf de fleste dog stadig findes i begge overlevende udgaver af filmen. I første omgang nægtede det sovjetiske Statsudvalget for Filmografi i Moskva at tillade visning af filmen uden for Armenske SSR. Filmen fik premiere i Armenien i oktober 1969 i en armensk udgave med en spilletid på 77 minutter.
Filmskaberen Sergej Jutkevitj, der havde fungeret som oplæser af manuskriptet i Statsudvalget for Filmografi, omklippede filmen en smule og skabte nye russisksprogede mellemtekster for at gøre filmen lettere at forstå og mere tiltalende for myndighederne. Udover at fraklippe et par minutters optagelser – noget af det tydeligvis på grund af dets religiøse indhold – ændrede han rækkefølgen af nogle sekvenser. Filmen fik i sidste ende kun en begrænset udgivelse i resten af Sovjetunionen i Jutkevitjs 73 minutter lange udgave.

## Modtagelse og eftermæle
Ved sin udgivelse i Sovjetunionen i 1969 modtog filmen ikke meget opmærksomhed. Filmen er senere blevet "opdaget" og anses i dag som et væsentligt værk. 
I anmeldelse fra 1980 skrev The New York Times, at "filmen er svær at få greb om. Men noget så mystisk har sin magi." Filmen blev i 1982 af det prestigefyldte franske filmmagasin Cahiers du cinéma optaget på listen over årets 10 bedste film.
Filmskaberen Mikhail Vartanov har sagt: "Bortset fra filmsproget anvendt af Griffith og Eisenstein har verdensfilmen ikke leveret noget revolutionerende nyt før The Color of Pomegranates, bortset fra det generelt uaccepterede filmsprog i Buñuels Den andalusiske hund. Ifølge Michelangelo Antonioni "besidder Paradzjanovs Granatæblernes farve en forbløffende perfekt skønhed. Paradzjanov er efter min mening en af de bedste filminstruktører i verden". Den franske filmskaber Jean-Luc Godard har udtalt: "I filmens tempel er er billeder, lys og virkelighed. Sergej Paradzjanov var mesteren i det tempel."
Filmkritikeren Gilbert Adair har udtalt, at "selvom [filmen] både i stil og indhold giver os indtryk af at være ældre end filmens opfindelse, kan ingen mediehistoriker, der ignorerer The Color of Pomegranates, nogensinde blive taget". Filmen er i 2012 optaget som nr. 84 på filmmediet Sight & Sound's meningsmåling blandt filmkritieres valg af "verdens bedste film". og er ligeledes medtaget på en tilsvarende liste udarbejdet af det britiske magasin Time Out.

## Restaurering
I 2014 blev filmen af Martin Scorseses Film Foundation i samarbejde med Cineteca di BolognaFilmen digitalt restaureret og redigeret til en udgave, der ligger så tæt op ad Paradzjanovs oprindelige vision. Den restaurerede udgave fik premiere ved Filmfestivalen i Cannes samme år. Den restaurerede udgave fik amerikansk premiere den 20. september 2014 ved The Academy ved Los Angeles County Museum of Art (LACMA) og blev måneden efter vist ved New York Film Festival, hvor Martin Scorsese introducerede filmen. Ved en senere visning på Filmfestivalen i Toronto beskrev James Quandt filmen som "filmhistoriens Hellige gral".
Den restuarerede udgave blev udgivet på Blu-ray i Storbritannien i 2018. Samme år den filmen udgivet af amerikanske Criterion Collection sammen med Mikhail Vartanovs dokumentar fra 1969 The Color of Armenian Land. Den restaurerede film blev tillige vist i Cinemateket i København under den engelske titel The Color of Pomegranates.

## I populærkulturen
Madonnas musikvideo til sangen "Bedtime Story" indeholder sekvenser, der er taget fra filmen (eksempelvis scenen, hvor et barn sidder og ligger på et pentagram på gulvet, mens en voksen person lægger et tæppe over barnet, og scenen, hvor en nøgen fod knuser druer på en lertavle), ligesom videoens billedsprog med surrealisme og skildring af drømme er inspireret af filmen.
Lady Gagas musikvideo/kortfilm til sangen "911", der blev udgivet i 2020 er åbenlyst inspireret af filmen og har flere direkte referencer til denne.